# Dunes City
Dunes City – miasto w Stanach Zjednoczonych, w stanie Oregon, w hrabstwie Lane.